# Lis Hartel
Lis Hartel (Hellerup, 14 de marzo de 1921-Fredensborg, 12 de febrero de 2009) fue una jinete danesa que compitió en la modalidad de doma. Participó en dos Juegos Olímpicos de Verano en los años 1952 y 1956, obteniendo dos medallas, plata en Helsinki 1952 y plata en Estocolmo 1956.

## Palmarés internacional
| Juegos Olímpicos | Juegos Olímpicos     | Juegos Olímpicos | Juegos Olímpicos |
| Año              | Lugar                | Medalla          | Categoría        |
| ---------------- | -------------------- | ---------------- | ---------------- |
| 1952             | Helsinki (Finlandia) | Medalla de plata | Individual       |
| 1956             | Estocolmo (Suecia)   | Medalla de plata | Individual       |

## Trayectoria
Holst nació en Hellerup, Dinamarca, un pueblo cerca de Copenhague, el 14 de marzo de 1921. Sus padres, Ejnar Peter Holst y Else Harriet Holst, eran jinetes de caballos.  Su madre, Else, la entrenó en deportes ecuestres en sus primeros años. Más tarde, cuando Holst se volvió una competidora nacional, fue entrenada por el entrenador olímpico danés Gunnar Andersen.  
Comenzó a hacer doma a una edad temprana junto a su hermana, Tove Holst (más tarde Jorck-Jorckston), pero también compitió en salto de espectáculo cuando era adolescente. En 1934, a la edad de 13 años, Lis competía ampliamente en competiciones de doma y salto de obstáculos.
Se casó con Poul Finn Hartel el 23 de marzo de 1941; y, en 1942, nació su primera hija, Pernille "Pia" Hartel (más tarde Siesbye).
Lis Hartel se convirtió en el campeón danés de doma en 1943 y 1944. En septiembre de 1944, a los 23 años y embarazada de su segundo hijo, Lis contrajo poliomielitis, que la paralizó permanentemente por debajo de las rodillas, así como afectó sus brazos y manos. A pesar de contraer poliomielitis mientras estaba embarazada en ese momento, dio a luz a una hija sana, Anne Hartel (más tarde Værnet), en 1945.
Hartel estaba decidida a continuar su carrera ecuestre a pesar de los consejos médicos de lo contrario, y en 1947 terminó segunda en los campeonatos escandinavos, aunque tuvo que ser ayudada a subir a su caballo cuando cabalgó.
La doma en los Juegos Olímpicos estaba abierta solo a oficiales militares comisionados hasta 1952, y en ese año Hartel fue una de las primeras mujeres en competir contra hombres en un deporte ecuestre en los Juegos Olímpicos.Su medalla de plata en 1952 para doma individual fue la primera de cualquier mujer en cualquier deporte individual cuando compitió directamente con hombres en los Juegos Olímpicos, y también fue la campeona danesa de doma ese año. Continuó siendo campeona danesa en doma en 1953, 1954, 1956 y 1959.
En 1956, también ganó otra medalla de plata, esta vez en los Juegos Olímpicos de 1956 en Melbourne, Australia (los Juegos Ecuestres de esos Juegos Olímpicos se celebraron en Estocolmo debido a las leyes australianas de cuarentena para los caballos).
Después de retirarse de la conducción competitiva, Hartel dio manifestaciones, recaudando dinero para los que sufren de poliomielitis y apoyando la conducción terapéutica para personas con discapacidades. La Fundación Lis Hartel en los Países Bajos, que lleva su nombre, ofrece tales oportunidades de montar.
En 1992 Hartel fue incluida en el Salón de la Fama de Dinamarca, y en 2005 fue nombrada una de las 10 mejores atletas de Dinamarca de todos los tiempos.